# Echinophyllia echinoporoides
Echinophyllia echinoporoides là một loài san hô trong họ Pectiniidae. Loài này được Veron & Pichon mô tả khoa học năm 1979.